# آرثر بي. روبنشتاين
آرثر بي. روبنشتاين (بالإنجليزية: Arthur B. Rubinstein)‏ هو مؤلف موسيقى تصويرية وملحن أمريكي، ولد في 31 مارس 1938 في بروكلين في الولايات المتحدة، وتوفي في 23 أبريل 2018 بسبب سرطان.

## وصلات خارجية
- آرثر بي. روبنشتاين على موقع IMDb (الإنجليزية)
- آرثر بي. روبنشتاين على موقع ألو سيني (الفرنسية)
- آرثر بي. روبنشتاين على موقع ميوزك برينز (الإنجليزية)
- آرثر بي. روبنشتاين على موقع أول موفي (الإنجليزية)
- آرثر بي. روبنشتاين على موقع قاعدة بيانات الأفلام السويدية (السويدية)
- آرثر بي. روبنشتاين على موقع ديسكوغز (الإنجليزية)
- آرثر بي. روبنشتاين على موقع قاعدة بيانات الفيلم (الإنجليزية)
- آرثر بي. روبنشتاين على موقع كينوبويسك (الروسية)